# Bistum Zante
Das in Griechenland gelegene Bistum Zante (lat.: Dioecesis Zacynthiensis) wurde im Jahre 1212 errichtet und dem Erzbistum Korfu unterstellt. Es wurde am 3. Juni 1919, gemeinsam mit dem Bistum Kefalonia, in das Erzbistum Korfu eingegliedert, dessen Erzbischof nun auch die Titel der eingegliederten ehemaligen Suffragane führt.
Zante ist der italienische Name der seit 1863 zu Griechenland gehörenden Insel Zakynthos.